# Comuna de Regnów
Regnów (polaco: Gmina Regnów) é uma gminy (comuna) na Polónia, na voivodia de Lodz e no condado de Rawski. A sede do condado é a cidade de Regnów.
De acordo com os censos de 2004, a comuna tem 1872 habitantes, com uma densidade 41,1 hab/km².

## Área
Estende-se por uma área de 45,58 km², incluindo:
- área agricola: 90%
- área florestal: 5%

## Demografia
Dados de 30 de Junho 2004:
|                      | Total   | Total | Mulheres | Mulheres | Homens  | Homens |
| -------------------- | ------- | ----- | -------- | -------- | ------- | ------ |
|                      | pessoas | %     | pessoas  | %        | pessoas | %      |
| População            | 1872    | 100   | 920      | 49,1     | 952     | 50,9   |
| Densidade (pop./km²) | 41,1    | 100   | 20,2     | 20,2     | 20,9    | 20,9   |

De acordo com dados de 2002, o rendimento médio per capita ascendia a 1367,78 zł.

## Subdivisões
- Annosław, Kazimierzów, Nowy Regnów, Podskarbice Królewskie, Podskarbice Szlacheckie, Regnów, Rylsk, Rylsk Duży, Rylsk Mały, Sławków, Sowidół, Wólka Strońska.

## Comunas vizinhas
- Biała Rawska, Cielądz, Rawa Mazowiecka, Sadkowice